# Russische Al-Militaire Unie

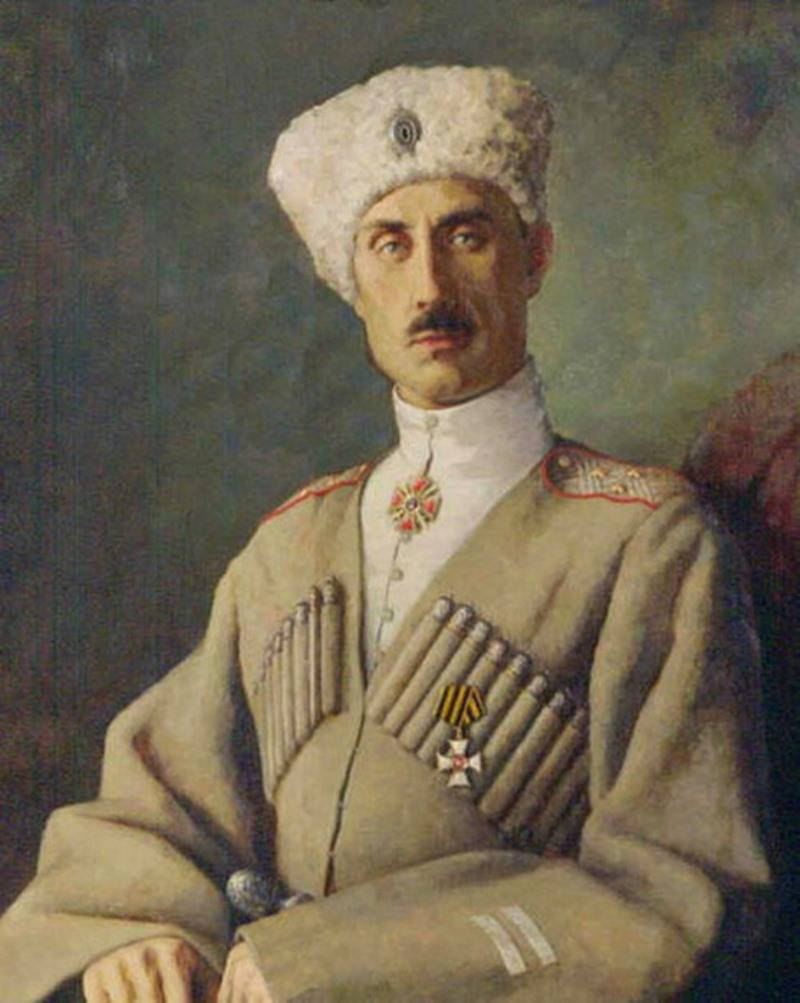
Baron Wrangel, een der oprichters van de ROVS en de eerste voorzitter

De Russische Al-Militaire Unie (Russisch: Русский Обще-Воинский Союз (РОВС), Roesski Obshche-Voinski Sojoez, afgekort ROVS) was een contra-revolutionaire, anticommunistische organisatie van voormalige “Witte” tsaristische officieren en andere Russische emigranten.

## Historie

### Oprichting en ambitie
De ROVS werd op 1 september 1924 in Servië opgericht door onder meer Nicolaas Nikolajevitsj van Rusland en de ‘Witte’ generaal Pjotr Wrangel, die tevens de eerste voorzitter werd. Al snel sloot zich een bont pluimage van geëmigreerde Russische officieren en emigranten aan, veelal uit de oude Russische adelstand. De ROVS probeerde via agitatie en anti-Sovjetactiviteiten actief het Bolsjewistische bewind in de Sovjet-Unie te ondermijnen, met als oogmerk de uiteindelijke ‘bevrijding’ van Rusland en herstel van de monarchie. De ROVS had haar thuisbasis in Parijs en organiseerde tal van contrarevolutionaire acties, zowel buiten als binnen de Sovjet-Unie.

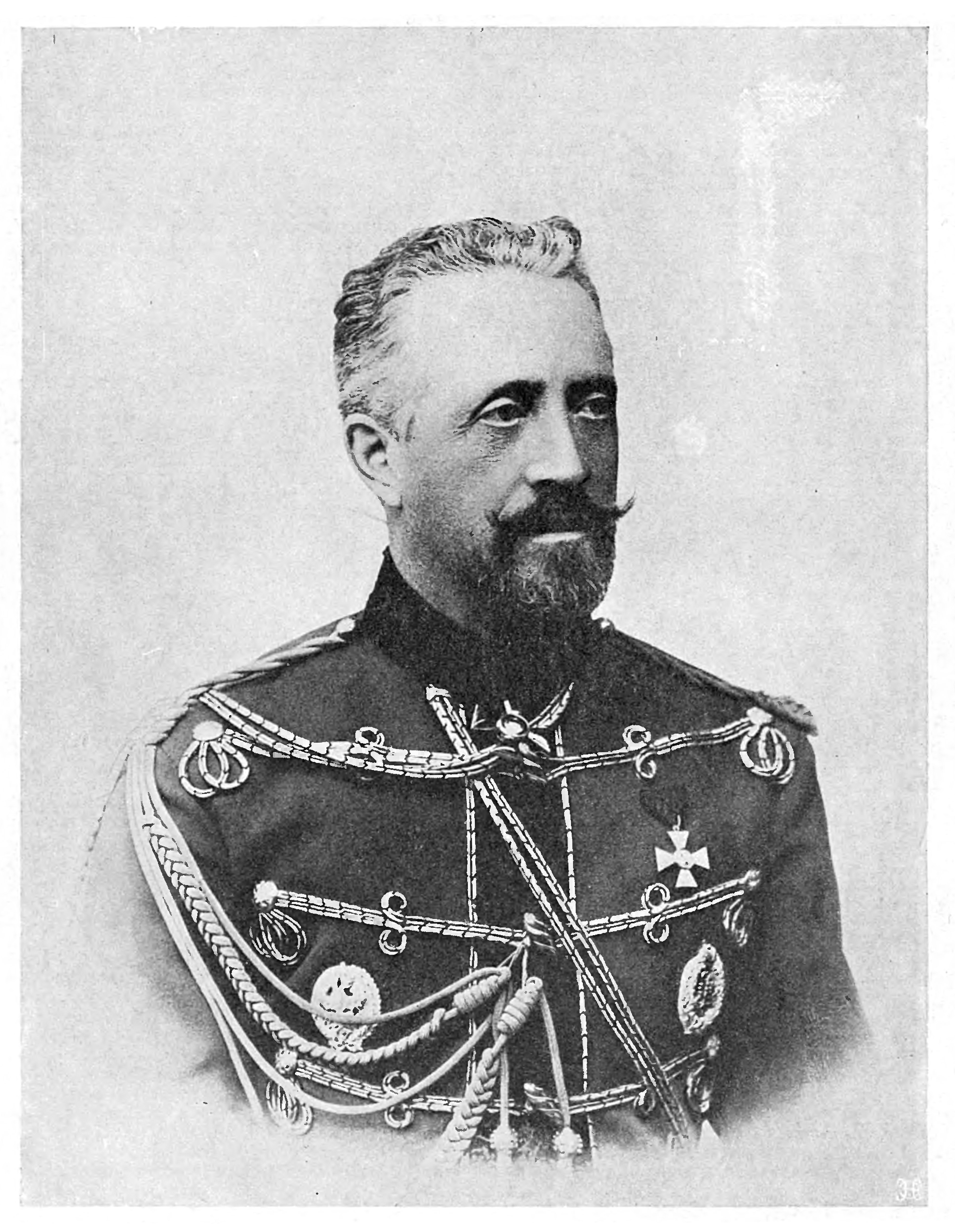
Nicolaas Nikolajevitsj van Rusland, opperbevelhebber van de Russische strijdkrachten in den vreemde

### Geen vuist
In de praktijk heeft de ROVS nooit echt een vuist naar de Sovjetautoriteiten kunnen maken. Een zwak punt van de Unie was dat ze eigenlijk geen eenduidige politieke oriëntatie of programma kende, niettegenstaande de pogingen die filosoof Ilja Iljin deed om tot een soort van Witte partijideologie te komen. Puntje bij paaltje bleef de ROVS "een stoffige club van een verdwenen stand die vooral leefde in het verleden". Ze bleek nimmer in staat zich los te maken van monarchistische groeperingen en voelde, anders dan de emigrantenintelligentsia, uiteindelijk ook onvoldoende de vulgariteit van het Nazisme, met wie ze bij tijd en wijle openlijk flirtte.
Daarbij werden ook de Sovjets zelf niet bepaald van hun stuk gebracht door het vooruitzicht dat een Wit spookleger ooit in staat zou zijn de oorlogshandelingen tegen hun inmiddels stevig gevestigde macht te hervatten. Wat de Sovjets wel stoorde waren de talloze spionageactiviteiten die de ROVS opzette, vaak knullig en meestal onbeduidend, maar waarmee ze toch voortdurend kleine beetjes informatie in de handen van de Duitsers speelden (hoewel deze nauwelijks geïnteresseerd waren en de samenwerking bovendien vaak werd verstoord door het rechtlijnige patriottisme van de meeste voorzitters).

### Acties van de NKVD
De irritatie bij de Sovjets leidde ertoe dat de ROVS in de jaren dertig een belangrijk doelwit werd voor de Russische geheime politie. De GPOe, en later de NKVD, zette een reeks van brutale en intimiderende acties op touw tegen de ROVS, welke vaker de headlines haalden dan de strijd van de ROVS zelf. Het meest spraakmakend waren de NKVD-ontvoeringen (en uiteindelijk eliminaties) van de ROVS-voorzitters Aleksandr Koetepov (1930) en Jevgeni Miller (1937), de laatste (en mogelijk ook de eerste) op aangeven van de dubbelspion Nikolaj Skoblin en zijn vrouw Nadezjda Plevitskaja. Ook de dood van Wrangel (1928) wordt wel in verband gebracht met de Sovjet geheime dienst.

### Na de oorlog
Vanaf het begin van de Tweede Wereldoorlog, tijdens welke de Unie een ietwat halfslachtige houding aannam (niet echt partij koos), verloor de ROVS voor een belangrijk deel haar betekenis en invloed. Niettemin bleef ze als organisatie voortbestaan en is ze tot op de dag van vandaag actief, sinds de val van de Sovjet-Unie in 1991 ook in Rusland zelf, vanuit een anticommunistische traditie.

## Lijst van voorzitters
- Nicolaas Nikolajevitsj van Rusland (1924–1929) (als opperbevelhebber van alle Russische strijdkrachten in den vreemde)
- Generaal Pjotr Wrangel (1924–1928) (als voorzitter)
- Generaal Aleksandr Koetepov (1929–1930)
- Generaal Jevgeni Miller (1930–1937)
- Generaal Fjodor Abramov (1937–1938)
- Generaal Aleksej Archangelski (1938–1957)
- Generaal Aleksej Von Lampe (1957–1967)
- Generaal Vladimir Zjarzjevski (1967–1979)
- Kapitein Vladimir Osipov (1979–1983)
- Starshina Vladimir Diakov (1983–1984)
- Luitenant Peter Kalenisjenko (1984–1986)
- Luitenant Boris Ivanov (1986–1988)
- Sotnik Nikita Jovitsj (1988–1988)
- Luitenant Vladimir Granitov (1988–1989)
- Kapitein Vladimir Butkov (1989–2000)
- Luitenant Vladimir Visjnevski (2000–2000)
- Igor Ivanov (2000–)

## Galerij van enkele voorzitters

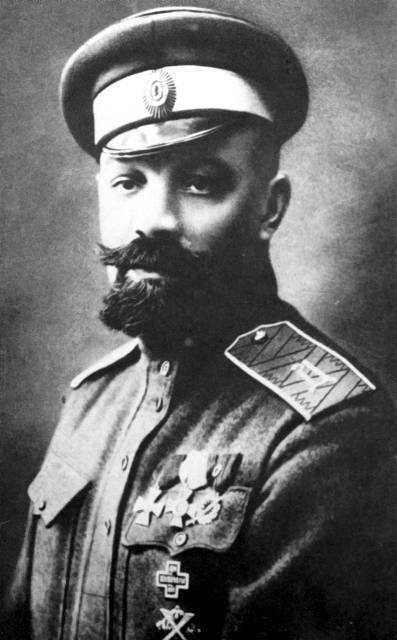
Aleksandr Koetepov
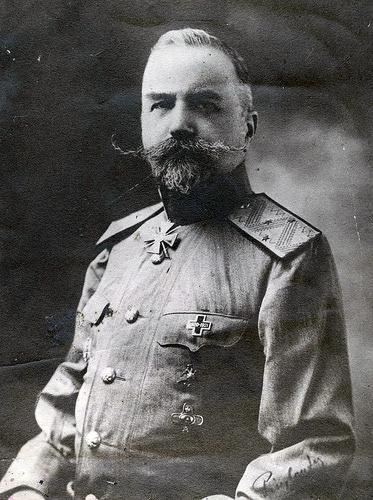
Jevgeni Miller
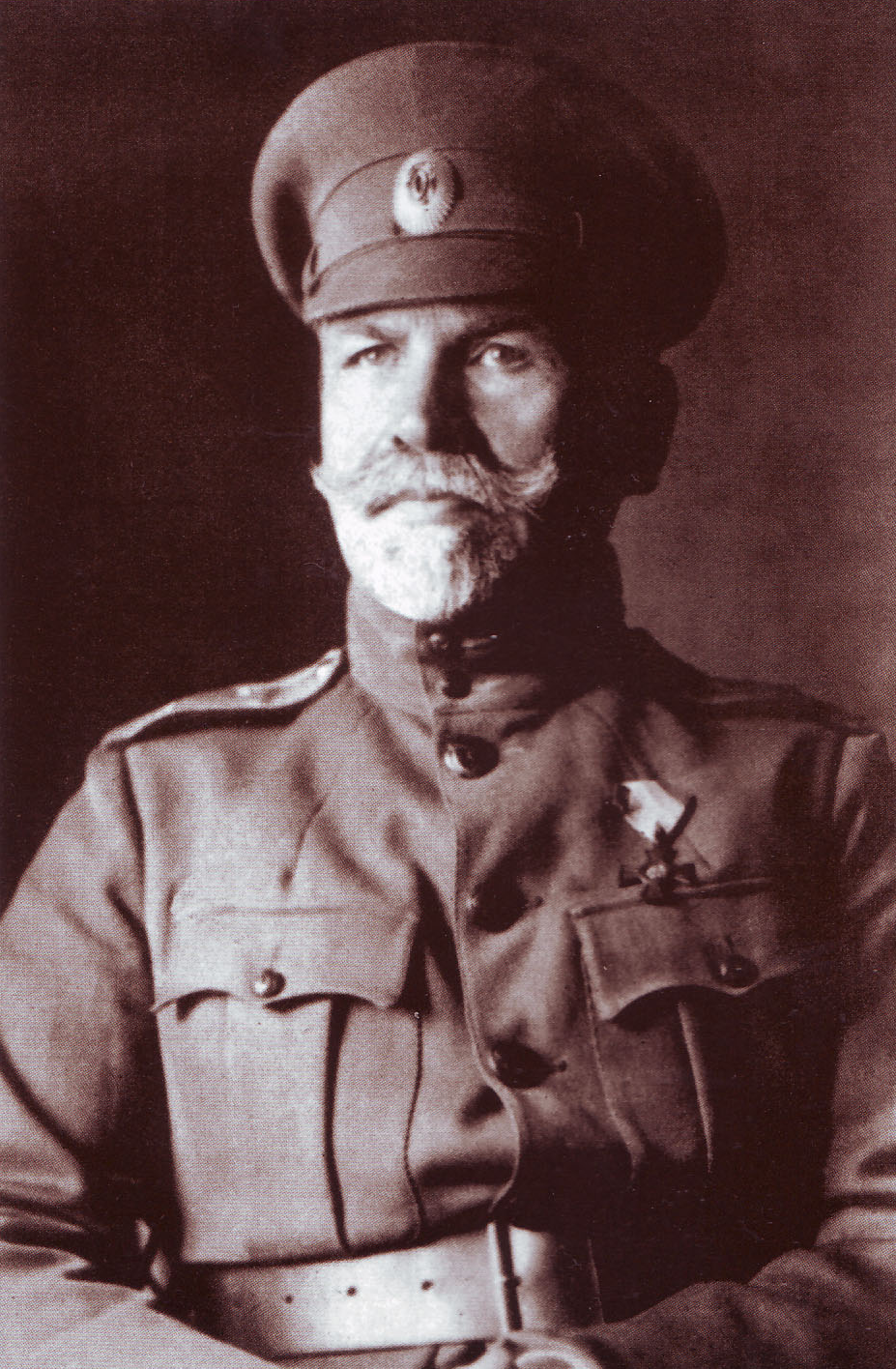
Fjodor Abramov (1871-1963)
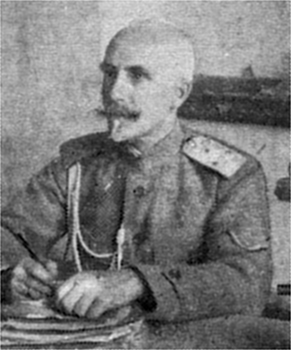
Aleksej Archangelski (1872-1959)
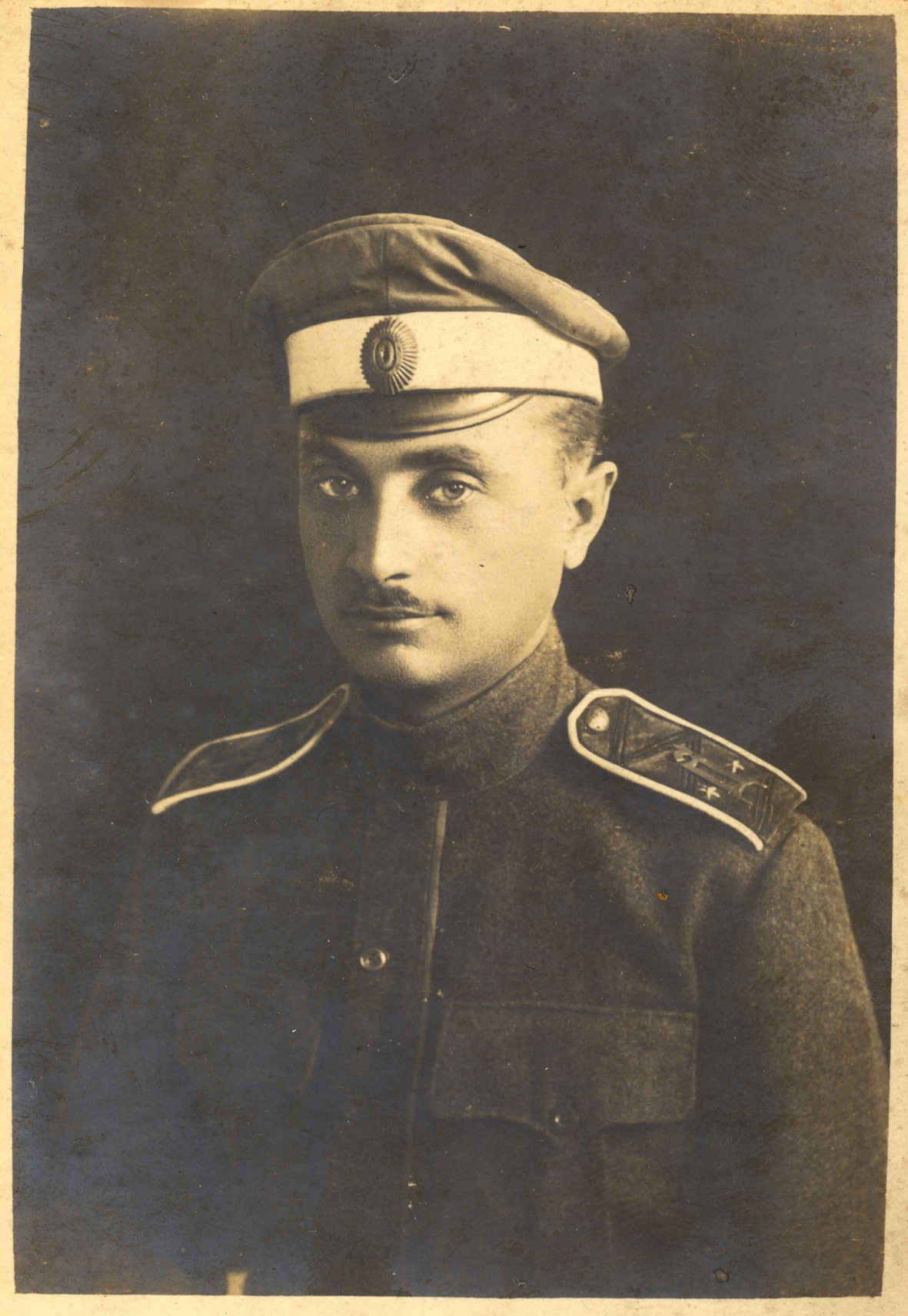
Vladimir Zjarzjevski (1892-1981)